# Unknown World
Unknown World sau Night Without Stars (1951) este un film științifico-fantastic alb-negru regizat de Terry O. Morse. În film interpretează actorii Bruce Kellogg, Otto Waldis, Jim Bannon și Tom Handley.

## Povestea
Oamenii de știință folosesc o uriașă mașină de găurit nucleară pentru o expediție în centrul pământului.

## Distribuție
- Victor Kilian - Dr. Jeremiah Morley
- Marilyn Nash - Joan Lindsey
- Bruce Kellogg - Wright Thompson
- Otto Waldis - Dr. Max A. Bauer
- Tom Handley - Dr. James Paxton
- Dick Cogan - Dr. George Coleman
- Jim Bannon - Andy

## Primire
Site-ul de recenzii de filme-B Million Monkey Theater a scris că „echipa de producție a încercat din greu și se pare că au avut un mesaj important de spus, dar execuția și finisarea lasă de dorit”.

## Vezi și
- Listă de filme apocaliptice
- 1951 în științifico-fantastic